# 1402
1402. је била проста година.

## Догађаји

### Јул
- 28. јул — Монголски кан Тамерлан је у бици код Ангоре победио турску војску и заробио султана Бајазита I.

### Новембар
- 21. новембар — Грачаничка битка или битка код Трипоља је вођена код Трипоља близу Грачанице на Косову, између Лазаревића са једне и Бранковића, потпомогнутих османским снагама, са друге стране. Завршена је победом Лазаревића и представља почетак грађанског рата у Србији, који ће трајати све до 1412. године.